# Eublemma arenostrota
Eublemma arenostrota là một loài bướm đêm trong họ Erebidae.